# Marea Arhipelagului
Marea Arhipelagului este o parte din marea Baltică, care se află între golful Botnic, golful Finic și marea Åland. După numărul de insule, cel mai mare arhipeleag din lume este conținut de această mare, însă majoritatea insulelor sunt mici și nelocuite.
Insulele mai mari sunt locuite și sunt conectate între ele. Åland, alături de cele mai mari insule din această regiune formează o regiune autonomă a Finlandei.